# برکیدا
برکیدا (به ایتالیایی: Berchidda) یک کومونه در ایتالیا است که در استان البیا تمپیو واقع شده‌است.

## خصوصیات
برکیدا ۲۰۱٫۸۸ کیلومترمربع مساحت و ۳٬۰۳۷ نفر جمعیت دارد.